# Yannick Nézet-Séguin
Yannick Nézet-Séguin (nacido Yannick Séguin; Montreal, 6 de marzo de 1975) es un director de orquesta franco-canadiense. Desde el año 2012 es director musical de la Orquesta de Filadelfia, y desde 2018 es Director Musical de la Metropolitan Opera House de Nueva York.

## Biografía
Nacido en Montreal, Nézet-Séguin es hijo de dos especialistas en educación, Serge P. Séguin, Ph.D., un profesor universitario, y Claudine Nézet, M.A., una lectora y coordinadora de universidad. Su apellido Nézet-Séguin es su propia combinación de los apellidos de sus padres.  Comenzó a estudiar piano a los cinco años de edad, con Jeanne-d'Arc Lebrun-Lussier y decidió convertirse en director de orquesta a los diez años.
Nézet-Séguin estudió en la escuela primaria St-Isaac-Jogues y en el instituto Mont-St-Louis. Mientras tanto, fue admitido en la clase de piano de Anisia Campos, en el conservatorio de música de Quebec donde obtuvo sus primeros cinco premios en piano y cuatro relacionados con temas musicales. También estudió dirección coral con Joseph Flummerfelt en el Westminster Choir College en Princeton, Nueva Jersey y recibió muchas clases magistrales de renombrados directores. A los diecinueve años de edad, conoció a Carlo Maria Giulini, con el que estudió en ensayos y conciertos durante más de un año. Se convirtió en director musical del Coro polifónico de Montreal en 1994 y obtuvo el mismo puesto en el Coro de Laval en 1995. En 1995, fundó su propio conjunto vocal y orquestal, La Chapelle de Montréal, con la que ha interpretado entre 2 y 4 conciertos al año hasta 2002. Considera a Carlo Maria Giulini y Charles Dutoit como sus mayores inspiradores en la dirección de orquesta.
Desde 1998 hasta 2002, Nézet-Séguin fue director de coro, director ayudante y asesor musical de la Ópera de Montreal. Se convirtió en director musical de la Orchestre Métropolitain en el año 2000 y principal director invitado de la Orquesta Sinfónica de Victoria en 2003. Su contrato más reciente con la Orquesta Metropolitana, hasta 2010, se ha extendido hasta el año 2015.  Ha dirigido grabaciones comerciales de sinfonías de Anton Bruckner y Gustav Mahler con la Orquesta Metropolitana.

### Orquesta Filarmónica de Róterdam
En 2005, Nézet-Séguin dirigió como invitado la Orquesta Filarmónica de Róterdam (RPhO) por vez primera, y regresó en 2006.  En diciembre de 2006, la RPhO anunció el nombramiento de Nézet-Séguin como su decimoprimer director principal, por voto unánime, comenzando con la temporada de conciertos 2008-2009, con un contrato inicial de cuatro años. En abril de 2010, la RPhO anunció la extensión de su contrato hasta el año 2015.  Con la RPhO, Nézet-Séguin ha grabado comercialmente para Virgin Classics y para la EMI. En mayo de 2015 se anunció que Nézet-Séguin concluiría su mandato en Róterdam al final de la temporada 2017/2018, pasando desde ese momento as ser Eredirigent (director honorario).

### Orquesta de Filadelfia
En diciembre de 2008, Nézet-Séguin hizo su primera aparición con la Orquesta de Filadelfia, a petición de Charles Dutoit.  Volvió para un segundo compromiso como director invitado en diciembre de 2009. En junio de 2010, fue nombrado el octavo director musical de la Orquesta de Filadelfia, a partir de la temporada 2012-2013.  Inmediatamente asumió el título de Director musical designado, con una duración prevista bajo ese título de 2010 a 2012, pasando a ser director musical titular desde el inicio de la temporada 2012/2013. En 2015 su contrato se extendió hasta la temporada 2021-2022.

### Metropolitan Opera
Su debut en la Metropolitan Opera de Nueva York se produjo el 31 de diciembre de 2009, dirigiendo una nueva producción de Carmen, seguida, entre otras, por Don Carlo y por la inauguración de la temporada 2015/2016 con una nueva producción de Otello. En junio de 2016 se anunció su designación como nuevo "Director Musical" de la compañía, como sucesor de James Levine, a partir de la temporada 2020/2021, actuando hasta entonces como "Director Musical Designado", aunque, finalmente, se decidió que adelantase a la temporada 2018-2019 el inicio de su mandato.

### Otras Orquestas
Nézet-Séguin hizo su estreno como director en el Reino Unido con la Northern Sinfonia en la temporada 2005-2006.  Debutó con la Orquesta Filarmónica de Londres (LPO) en marzo de 2007, y con la Orquesta de Cámara Escocesa en abril de 2007.  En noviembre de 2007, la LPO nombró a Nézet-Séguin como su principal director invitado, comenzando en la temporada 2008-2009.  En mayo de 2010, la LPO anunció la ampliación de su contrato como principal director invitado hasta la temporada 2013-2014.
Nézet-Séguin debutó con la Orquesta Filarmónica de Viena en enero de 2010, y con la Orquesta Filarmónica de Berlín en octubre de 2010. Ambas formaciones han vuelto a invitarle a dirigirles en varias ocasiones desde entonces.
El 1 de enero de 2025 se anunció que dirigirá a la Orquesta Filarmónica de Viena en su famoso concierto de año nuevo en enero de 2026.

## Honores
- Premio Virginia-Parker (2000)
- Prix Opus (2005)
- Jóvenes artistas de la Real Sociedad Filarmónica (2009)[22]
- Premio del Centro Nacional de Artes Escénicas (2010)[5]